# Jack Maple
Jake Maple (1952 – 4 agosto 2001) è stato un poliziotto statunitense, noto per aver contribuito in modo decisivo alla lotta alla criminalità nella città di New York.
A Maple è ispirato il personaggio di Jack Mannion, protagonista della serie televisiva The District (2000 - 2004).

## Biografia
Maple nacque nel 1952 e crebbe a Richmond Hill, nel Queens.
In seguito frequentò la Brooklyn Technical High School per quattro anni e la scuola di ingegneria aeronautica, lavorando durante il giorno e guadagnadosi il diploma nelle ore notturne.

## Carriera
Maple iniziò la sua carriera nella New York City Transit Police, e lavorò come detective in borghese di pattuglia a Times Square e presso la stazione ferroviaria della 42ª Strada, finché non superò l'esame da Tenente della Transit Police. Le rapine erano i crimini violenti più diffusi nelle metropolitane cittadine. La strategia di Maple per ridurne il numero consisteva nell'indicare le singole rapine con una puntina colorata nelle molte mappe della città nel suo ufficio.
Alcuni suoi colleghi lo chiamavano il "muro di carta" mentre Maple lo chiamava "le cartine del futuro". Con questa strategia Maple riuscì a discernere i vari gruppi criminali che operavano e inviava le pattuglie di conseguenza. In questo modo ridusse del 27% il crimine nelle metropolitane.
Dal 1990 la Transit Police era diretta da William Bratton, che rese la sua agenzia nel 1991 uno dei dipartimenti più efficienti degli Stati Uniti infatti fu uno dei soli 175 nel paese e l'unico nello stato di New York a ricevere menzione di merito. William Bratton notò le capacità di Maple e nel 1994, quando fu nominato 38º Commissario della Polizia della Città di New York, volle il tenente Maple con sé a One Police Plaza come vicecommissario. Maple fu l'ideatore di CompStat, sistema di gestione che rivoluzionò l'attività della polizia.

## COMPSTAT
Il programma COMPSTAT (Comparative Statistic) rivoluzionò il dipartimento e divenne un simbolo della nuova trasparenza nella Polizia. Maple presiedeva riunioni strategiche settimanali con il metodo COMPSTAT. Tale sistema consisteva nel tenere frequenti riunioni, obbligatorie per tutti, nelle quali venivano discussi i dati statistici rielaborati ed analizzate le distribuzioni di eventi criminali sulle mappe. Ciò permise anche una più accurata analisi dell'efficienza del Dipartimento. Dopo la riuscita implementazione a New york ogni dipartimento di polizia nelle medie e grandi città americane adottò questo sistema per la lotta al crimine.

## Carriera successive e ultimi anni di vita
La trasmissione 60 Minutes mandò in onda uno speciale sulle nuove tecniche di lotta al crimine, nella quale partecipò Maple che divenne noto come il re della lotta al crimine. In seguito con Bratton e John Linder fondò una società di consulenza alla polizia, che offrì in giro per il mondo assistenza a moltissimi dipartimenti di polizia.
Maple infatti partecipò all'implementazione del sistema COMPSTAT nella città di New Orleans nel 1996. In soli nove mesi le statistiche sul crimine indicarono una diminuzione del 22 percento.
Proprio in questo periodo gli fu diagnosticato un cancro al colon che si sviluppò rapidamente, si spense nel 2001.
Maple durante il suo funerale venne definito da Giuliani «genio nella lotta anticrimine», infatti grazie a lui i reati a New York diminuirono vistosamente..
Assieme a Chris Mitchell, nel 1999 Maple pubblicò la sua autobiografia, Crime Fighter, nella quale espone le strategie nella lotta al crimine.
La serie televisiva statunitense The District, prodotta da Universal Television e andata in onda dal 2000 al 2004 su CBS, vede protagonista il capo della polizia Jack Mannion, interpretato da Craig T. Nelson, personaggio ispirata alla vita di Maple. Lo stesso Maple figura come ideatore e produttore della serie.

## Opere
- Jack Maple e Chris Mitchell, The Crime Fighter: How You Can Make Your Community Crime Free, Broadway Book, 2007, pagg. 272